# Oxford English Dictionary
Oxford English Dictionary (OED), der udgives af Oxford University Press, er den selvudnævnte førende ordbog over det engelske sprog. Det er en af de største og mest kendte engelske ordbøger. OED bestod pr. 30. november 2005 af 301.000 hovedopslagsord og 350 millioner tegn.[kilde mangler]

## Opbygning
Arbejdet med ordbogen begyndte i 1857, med det var først i 1884 af den blev begyndt udgivet. Første komplette udgave er fra 1928, og sidste fuldstændige udgave er anden udgave, der kom i 1989. Mens den første bestod af 12 bind, har 1989-udgaven 20 bind med i alt 21.730 sider. Den tredje udgave er under udarbejdelse. 
OED stræber efter at nedfælde ordenens mest kendte betydninger og varianter i alle former for engelsk, både geografisk og tidsmæssigt. Dermed dokumenterer ordbogen engelsk som det tales i en række lande, og sådan som sproget har udviklet sig, siden man fra omkring år 740 har kunnet tale om et engelsk sprog. En stor mængde slang- og dialektudtryk er medtaget. 
Værket har haft stor indflydelse på leksikografisk arbejde indenfor engelsk sprog, ligesom det af mange regnes for at have været normdannende for engelsk retskrivning. Ord som labour og centre står opført med varianterne labor og center som andet ord, ligesom OED foretrækker endelsen -ize frem for -ise; realize frem for realise og globalization frem for globalisation. FN, Nature, Verdenshandelsorganisationen og The Times følger alle OED's stavemåde. 
OED's retningsgivende princip, som adskiller den fra de fleste andre ordbøger, er dens afhængighed af indsamling af citater fra offentliggjort eller nedskrevet brug af engelsk, og anvendelse af disse citater for at illustrere betydningen af hvert enkelt ord i sproget. Citater belyser, hvordan et ord er blevet anvendt, hvordan det har ændret betydning, stavemåde eller udtale gennem tiderne, og hvordan og hvornår ordet første gang optrådte i engelsk. Det ældste kendte citat, hvor ordet "protagonist" er anvendt på engelsk, stammer fra John Dryden, som i 1671 skrev: "Det er blevet mig pålagt at skabe forkvaklede personer...som mine protagonister, eller hovedpersoner i dramaet." Især tyske forskere fryder sig over at opspore citater som er ældre end dem, der står i OED. En optælling blandt tyskerne alene opviser 35.000 tilfælde, hvor OED-citatet ikke er det ældste, men OED's redaktører påpeger med sindsro, at de hverken er ufejlbarlige eller har noget monopol på det engelske sprog. 

## Historie
Det tog mere end 70 år at fuldføre den første udgave. Det første møde om en ny ordbog fandt sted på Guy Fawkes-dagen 5. november 1857, i London-biblioteket i det nordvestlige hjørne af St.James's Square, hvor man drøftede savnet af en altomfattende ordbog over det engelske sprog. 
Ved udgivelsen i 1928 var kun ét ord blevet væk: Ordet bondmaid (= slavepige), som findes i Samuel Johnsons ordbog fra 1755, var blevet forlagt af redaktør James Murray, som først genfandt det, efter at bindet Battentlie-Bozzom var udgivet. 

### Første ord: Aa
Det første ord i OED, efter forklaringen på bogstavet A, var det forældede substantiv aa (= å, vandløb), der stadigvæk bruges på dansk. Til støtte for ordets eksistens anførtes et citat fra 1430, der omtalte landsbyen Saltfleetby i Lincolnshire, hvor der 400 år tidligere fandtes en å, der hed le Seventown Aa. 

### Sidste ord: Zyxt
Bekendtgørelsen om, at arbejdet med OED var fuldført, kom nytårsaften 1927. New York Times skrev på første side næste morgen, en søndag, at med det gammelkentiske verb zyxt (præsens, anden person, af "at se") var OED omsider ved vejs ende.

### Crowdsourcing
Den første udgave af OED var reelt et crowdsourcing-projekt. Tusindvis af frivillige bidrog nemlig til udgaven, og én af de største bidragsydere var Williams Chester Minor (1834-1920), der efter skuddrabet på en mand var blevet anbragt på en psykiatrisk hospital. Den første udgave af OED var således en slags forløber for Wikipedia.  

## Literatur
- Simon Winchester: The Professor and the Madman, forlaget HarperCollins, London 1998, ISBN 0-06-017596-6.